# Sonet
Un sonet és una forma poètica fixa amb una estructura tradicionalment formada per catorze versos adherits a un esquema de rima. El terme deriva de la paraula italiana sonetto (lit. cançoneta, del mot llatí sonus, lit. so). Originari de la Sicília del segle XIII, el sonet es va reprendre amb el temps en moltes àrees de llengua europea, principalment per expressar amor romàntic al principi, encara que finalment qualsevol tema es va considerar acceptable. Amb el temps s'han introduït moltes variacions formals, inclòs l'abandonament del límit de la quatorzaina, i fins i tot de la rima en els temps moderns. Per exemple, les versions italiana i castellana són d'onze síl·labes per vers.
Generalment, els versos s'organitzen en quatre estrofes: dos quartets (estrofes de 4 versos) i dos tercets (estrofes de 3 versos). Tot i que hi ha múltiples versions de la rima d'aquesta estrofa, es considera que la rima clàssica del sonet és consonant. En els dos quartets, pot ser tant creuada com encadenada (ABBA o ABAB), i pot variar en els dos quartets o mantenir-se la mateixa. Els dos tercets rimen també en consonant i generalment poden seguir els models CDE CDE, CCD EED, CCD DEE o CDC DCD.
Encara que la distribució del contingut del sonet no és exacta, es pot dir que el primer quartet presenta el tema del sonet i que el segon l'amplifica o el desenvolupa. El primer tercet reflexiona sobre la idea central, o expressa algun sentiment vinculat amb el tema dels quartets. El tercet final, el més emotiu, remata amb una reflexió greu o amb un sentiment profund (en ambdós casos, deslligats dels versos anteriors). D'aquesta manera, el sonet clàssic presenta una introducció, un desenvolupament i una conclusió en l'últim tercet, que d'alguna manera dona sentit a la resta del poema.
De Sicília, que és on es va iniciar, el sonet va passar a la Itàlia central, on va ser també cultivat pels poetes del dolce stil nuovo: Guido Guinizzelli (1240 - 1276) i Guido Cavalcanti (1259 - 1300) entre d'altres. Al segle xiv són molt importants els sonets amorosos de Dante Alighieri, dedicats a la seva estimada Beatrice Portinari, i recollits en el seu llibre Vita Nuova. Però el sonet més influent del segle és, sens dubte, el del poeta Francesco Petrarca, el Canzoniere (Cançoner), en el qual el sonet es revela com l'estructura més adequada per a l'expressió del sentiment amorós. A través de la influència de Petrarca, el sonet s'estén a la resta de literatures europees.

## Llengües romàniques

### Sicilià
A Giacomo da Lentini se li atribueix la invenció del sonet a la cort de Frederic II a la ciutat siciliana de Palerm. L'escola siciliana de poetes que va envoltar Lentini després va estendre la forma tot el continent. Aquests primers sonets ja no sobreviuen en la llengua original siciliana, sinó en la seva traducció al dialecte toscà. La forma consistia en un parells de quartets seguits d'un parell de tercets amb l'esquema de rima simètrica ABABABAB CDCDCD.
Peter Dronke ha comentat que hi havia alguna cosa intrínseca a la seva forma flexible que va contribuir a la supervivència del sonet molt més enllà de la seva regió d'origen. William Baer suggereix que els vuit primers versos dels primers sonets sicilians són idèntics a l'estrofa de la cançó popular siciliana de vuit línies coneguda com Strambotto . A això, da Lentini, o qui inventés la forma, hi va afegir dos tercets a l' Strambotto per crear la nova forma de sonet de 14 línies.
En canvi, Hassanally Ladha ha argumentat que l'estructura i el contingut del sonet sicilià es basaven en la poesia àrab i no es pot explicar com la "invenció" de l'escola de poetes siciliana. Ladha assenyala que "en els seus inicis sicilians, el sonet evidencia un contacte literari i epistemològic amb la cassida ", i subratlla que el sonet no va sorgir simultàniament amb la seva suposadament definidora estructura de 14 línies. "De manera reveladora, els intents de tancar el sonet dels seus predecessors àrabs depenen d'una definició de la nova lírica a la qual no s'ajusta la poesia de Giacomo: sobreviscut en les revisions del segle XIII, els seus poemes apareixen no en catorze, sinó en sis línies, incloent quatre files, cadascuna amb dos hemistiquis i dos "tercets" que s'estenen sobre cadascun d'ells en una fila". Segons Ladha, el sonet sorgeix com la continuació d'una tradició més àmplia de poesia amorosa a tot el món mediterrani i es relaciona amb altres formes com l'strambotto sicilià, la cançó provençal o la muwashshah i zajal, d'algaravia.

### Italià

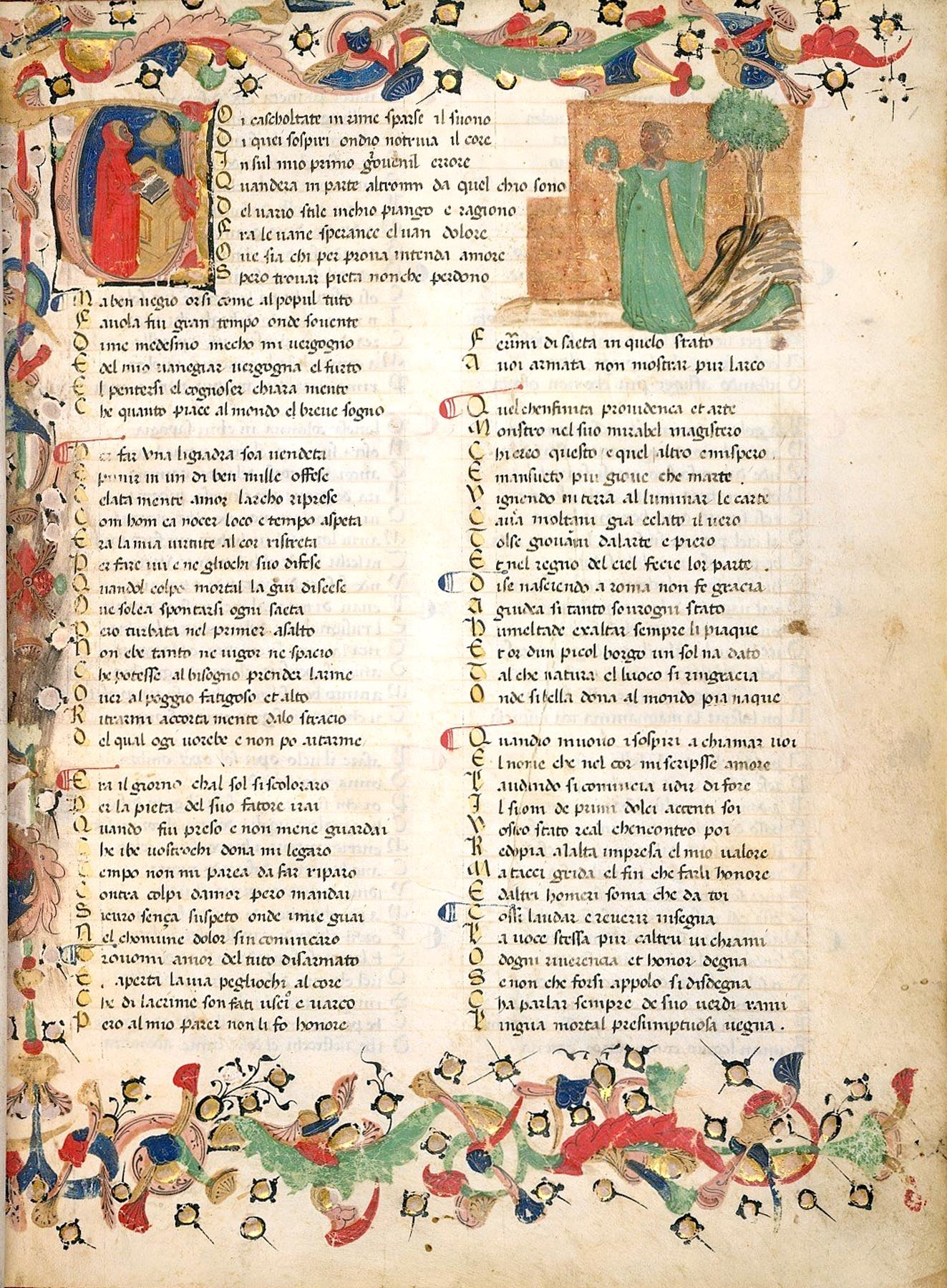
Els cinc primers sonets de Il Canzoniere de Petrarca

Guittone d'Arezzo va redescobrir la forma del sonet i la va portar a la Toscana, on la va adaptar al dialecte toscà quan va fundar l'escola de poesia siculo-toscana (1235–1294). Va escriure gairebé 250 sonets. Entre la multitud d'altres poetes italians que van seguir, destaquen els sonets de Dante Alighieri i Guido Cavalcanti, tot i que més tard el més famós i més influent va ser Petrarca.
L'estructura d'un sonet italià típic a mesura que es desenvolupava incloïa dues parts que juntes formaven una forma compacta d'"argument". En primer lloc, l'octava forma la "proposició", que descriu un "problema" o "qüestió", seguida d'un sestet (dos tercets) que proposa una "resolució". Normalment, la novena línia inicia el que s'anomena "gir", o "volta", que indica el pas de la proposició a la resolució. Fins i tot en els sonets que no segueixen estrictament l'estructura del problema/resolució, la novena línia encara sovint marca un "gir" indicant un canvi en el to, l'estat d'ànim o la postura del poema.
Més tard, el patró ABBA ABBA es va convertir en l'estàndard per als sonets italians. Per al sestet, hi havia dues possibilitats diferents: CDE CDE i CDC CDC. Amb el temps es van introduir altres variants d'aquest esquema de rima, com ara CDC DCD o CDE DCE. Petrarca normalment utilitzava un patró ABBA ABBA per a l'octava, seguit de rimes CDE CDE o CDC CDC al sestet.
Al tombant del segle XIV arriben els primers exemples de la seqüència de sonets unificats sobre un sol tema. Això està representat per la sèrie de Folgore da San Gimignano sobre els mesos de l'any, seguida de la seva seqüència sobre els dies de la setmana. En una data una mica anterior, Dante havia publicat la seva La Vita Nuova, un comentari narratiu en el qual apareixen sonets i altres formes líriques centrades en l'amor del poeta per Beatrice. La majoria dels sonets que hi ha són petrarquins (aquí utilitzat com a terme purament estilístic ja que Dant va ser anterior a Petrarca). El capítol VII dóna el sonet "O voi che per la via", amb dos sestets (AABAAB AABAAB) i dos quartets (CDDC CDDC), i Ch. VIII, "Morte villana", amb dos sestets (AABBBA AABBBA) i dos quartets (CDDC CDDC). Petrarca va seguir els seus passos més tard al segle següent amb els 366 sonets de la Canzionere, que relaten el seu amor de tota la vida per Laura.
A mesura que es va estendre l'escriptura de sonets a la societat italiana, entre els practicants se'n trobaven alguns més coneguts per altres coses: els pintors Giotto i Miquel Àngel, per exemple, i l'astrònom Galileu. L'acadèmic Giovanni Mario Crescimbeni enumera 661 poetes just al segle XVI. Tan habituals eren que finalment, en paraules d'un historiador de la literatura: "Cap esdeveniment va ser tan trivial, cap tan comú, un comerciant no podia obrir una botiga més gran, un funcionari no podia obtenir uns quants escuts addicionals de sou, però tots els seus amics i coneguts havien de celebrar l'esdeveniment i vestir les seves felicitacions amb una còpia de versos, que gairebé invariablement assumia aquesta forma".

### Occità
L'únic sonet conegut en llengua occitana és de Paolo Lanfranchi da Pistoia i està datat amb seguretat l'any 1284. Empra l'esquema de rimes ABAB ABAB CDCDCD i conté un tema polític, com ho fan alguns altres de dubtosa autenticitat o mèrit atribuït a "Guillermo d'Almarichi" i Dante da Maiano.

### Català
El primer sonet en català és escrit per Pere Torroella (1436-1486) i es difon àmpliament al llarg del segle xvi. No obstant, el màxim exponent del sonet en català és Pere Serafí, autor de seixanta sonets publicats entre 1560 i 1565. Entre els segles xvii al XIX va ser utilitzat habitualment, però els poetes romàntics el van anar abandonant. Els autors parnassians i simbolistes el van recuperar i amb més o menys fortuna no l'han deixat de cultivar fins als nostres dies. Entre els contemporanis, destaquen com sonetistes Jeroni Zanné, Josep Maria Solé, J.V. Foix o Joan Brossa. Josep Carner va ser el ressuscitador del sonet en català, caigut en desgràcia durant el Renaixement poètic en aquesta llengua. Carner va fer servir el sonet amb una perfecció lingüística inigualable i una exigència formal plena de referències cultes.
Un bon exemple de sonet en mètrica catalana, per la seva perfecció formal, és el poema Vora la mar és nada de Josep Carner (inclòs en el llibre La paraula en el vent, de 1914):
Vora la mar és nada l'estimada

i és olorosa de ruixim marí;

té els canvis de la mar en la mirada

i lliure es gronxa per un blau camí.

Compta les veles a la matinada,

veu a la tarda el cuejant botí,

d'un so de mar és a la nit bressada;

el meu plany no li vaga de sentir.

Amor, ensenya'm una veu novella

de prou virtut: no pas la cantarella

de l'aigua al vent o damnejant esculls:

que al bon recer de l'oblidada quilla

em valgui el so difós de la conquilla

quan serem sols i aclucarem els ulls.

### Espanyol
El poeta Íñigo López de Mendoza va ser el primer escriptor espanyol que va intentar fer sonets "a la manera italiana" cap a mitjans del segle XV. Com que la llengua i la prosòdia castellanes es trobaven en aquell moment en un estat de transició, l'experiment no va tenir èxit. Per tant, no va ser fins després de 1526 que la forma va ser reintroduïda per Juan Boscán. Segons el seu relat, va conèixer Andrea Navagero, l'ambaixador venecià a la Cort espanyola, aquell any mentre aquest acompanyava el rei Carles V en una visita a l'Alhambra. En el curs de la seva discussió literària, Navagero va suggerir que el poeta podria intentar el sonet i altres formes italianes en la seva pròpia llengua.
Boscán no només va seguir els consells del venecià sinó que ho va fer en associació amb el més talentós Garcilaso de la Vega, un amic a qui s'adrecen alguns dels seus sonets i del qual es lamenta la mort prematura en un altre. Els poemes d'ambdós seguien el model petrarcà, empraven l'hendecasíl·lab fins aleshores desconegut i, a l'hora d'escriure l'amor, es basaven en l'ideal neoplatònic defensat a El llibre del cortesà ( Il Cortegiano ) que Boscán també havia traduït. La seva reputació es va consolidar amb l'edició posterior de 1580 de Fernando de Herrera, que era ell mateix considerat "el primer gran sonetista espanyol després de Garcilaso". Durant el període barroc posterior, dos notables escriptors de sonets van encapçalar escoles estilístiques rivals. El culteranisme de Luis de Góngora, més tard conegut com a 'Gongorismo' després d'ell, es va distingir per un estil artificial i l'ús d'un vocabulari elaborat, un ordre sintàctic complex i metàfores implicades. L'ús verbal del seu oponent, Francisco de Quevedo, va ser igualment conscient de si mateix, desplegant jocs de paraules i conceptes metafísics, després de la qual cosa l'estil va ser conegut com a conceptisme .
Una altra figura clau d'aquesta època va ser Lope de Vega, que va escriure uns 3.000 sonets, una gran part d'ells incorporats als seus drames. Un dels més coneguts i imitats va ser Un soneto me manda hacer Violante (Violante m'encarrega d'escriure un sonet), que ocupa una posició cabdal en la història literària. En la seva primera aparició a la seva comèdia de 1617 La niña de Plata (Acte 3), el personatge pretén ser un novell el text del qual és un comentari corrent sobre la creació del poema. Tot i que el mateix poeta és retratat com un improvisat alegre a la pel·lícula biogràfica Lope (2010), de fet hi havia hagut precedents. En castellà, uns cinquanta anys abans, Diego Hurtado de Mendoza havia escrit el pretès improvisat, Pedís, Reina, un soneto; i fins i tot abans en italià hi havia hagut la temàtica semblant Qualunque vuol saper fare un sonetto (Qui aspira a fer un sonet) del poeta florentí Pieraccio Tedaldi (b. ca. 1285-1290; d. ca. 1350). Les imitacions posteriors en altres idiomes inclouen una en italià de Giambattista Marino i una altra en francès de François-Séraphin Régnier-Desmarais, així com una adaptació de la idea aplicada al rondeau per Vincent Voiture. La fascinació del poema pels escriptors nord-americans s'evidencia amb no menys de cinc traduccions només a la segona meitat del segle XX.
La forma del sonet va creuar l'Atlàntic força aviat en l'empresa colonial espanyola quan Francisco de Terrazas, fill d'un conqueridor del segle XVI, es trobava entre els seus pioners mexicans. Més tard vingueren dos sonetistes en ordes sagrades, el bisbe Miguel de Guevara (1585–1646) i, especialment, sor Juana Inés de la Cruz. Però tot i que els sonets es van continuar escrivint tant al vell com al nou, la innovació es va limitar principalment a les Amèriques, on el sonet s'utilitzava per expressar una realitat diferent i postcolonial. Al segle XIX, per exemple, hi havia dos poetes que van escriure sonets memorables dedicats als paisatges mexicans, Joaquín Acadio Pagaza y Ordóñez a la zona tòrrida del sud i Manuel José Othón al desolat nord. També a Sud-amèrica, el sonet va ser utilitzat per invocar el paisatge, especialment en les principals col·leccions de l'uruguaià Julio Herrera y Reissig, com ara Los Parques Abandonados (Parcs deserts, 1902–08) éxtasis de la montaña (Èxtasis de muntanya, 1904–07). servir d'exemple per César Vallejo en les seves evocacions del Perú andí.
Poc després, la forma del sonet es va deconstruir com a part del qüestionament modernista del passat. Així, a la Mascarilla y trébol de la poeta argentina Alfonsina Storni (1938), una secció de poemes sense rima que utilitzen moltes de les estructures tradicionals de versificació de la forma es presenta sota el títol "antisonets".

### Portuguès
A Pere de Portugal, fill del rei Joan I, se li ha atribuït la traducció de sonets de Petrarca al portuguès, però la forma no es va fer efectiva fins a principis del segle XVI. Va ser llavors quan Sá de Miranda va introduir el sonet i altres formes italianes, després de tornar d'una estada de cinc anys a Itàlia. No obstant això, el més gran sonetista d'aquest període va ser el lleugerament més jove Luís de Camões, encara que en la seva obra també s'ha distingit la influència dels pioners espanyols de la forma. Entre els escriptors posteriors, una vegada es van apreciar els sonets còmics de Thomas de Noronha i els sonets amorosos de Barbosa Bacellar (c.1610–1663), també conegut per les seves gloses erudites sobre els sonets de Camões.
La introducció posterior d'un estil de sonet purificat a la literatura brasilera va ser deguda a Cláudio Manuel da Costa, que també va compondre sonets petrarques en italià durant la seva estada a Europa. No obstant això, va ser arran del parnassianisme francès que es va desenvolupar un moviment similar al Brasil, que va incloure els notables sonetistes Alberto de Oliveira, Raimundo Correia i, especialment, Olavo Bilac. Altres que escrivien sonets en aquest estil incloïen l'ara passat per alt Francisca Júlia da Silva Munster (1871–1920) i el poeta afrobrasiler simbolista João da Cruz e Sousa.

### Francès
En la prosòdia francesa, els sonets es componen tradicionalment en el francès alexandrí, que consta de línies de dotze síl·labes amb una cesura central. Les imitacions de Petrarca van ser introduïdes per primera vegada per Clément Marot, i Mellin de Saint-Gelais també va prendre la forma a principis del segle XVI. Posteriorment van ser seguits per Pierre de Ronsard, Joachim du Bellay i Jean Antoine de Baïf, al voltant dels quals es van formar un grup de joves poetes nobles radicals de la cort, generalment conegut avui com La Pléiade. Van emprar, entre altres formes de poesia, el cicle de sonets petrarques, desenvolupat al voltant d'una trobada amorosa o d'una dona idealitzada. El caràcter del programa literari del grup es donava al manifest de Du Bellay, la "Defensa i il·lustració de la llengua francesa" (1549), que sostenia que el francès (com el toscà de Petrarca i Dante) era una llengua digna per a l'expressió literària, i que promulgava un programa de producció i depuració lingüística i literària.
Arran de les guerres de religió, el jurista i poeta catòlic francès Jean de La Ceppède va publicar els Teoremes, una seqüència de 515 sonets amb esquemes de rimes no tradicionals, sobre la Passió i la Resurrecció de Jesucrist. A partir dels Evangelis, de la mitologia grega i romana i dels Pares de l'Església, la poesia de La Ceppède va ser elogiada per sant Francesc de Sales per haver transformat "les Muses paganes en cristianes". Els sonets de La Ceppède sovint ataquen la doctrina calvinista d'un Déu jutjador i implacable centrant-se en l'amor apassionat de Crist per la raça humana. Després, l'obra va quedar molt oblidada, fins que el segle XX va ser testimoni d'un renaixement de l'interès pel poeta, i els seus sonets es consideren ara obres clàssiques de la poesia francesa.
A finals del segle XVII, el sonet havia passat de moda, però va ser reviscut pels romàntics al segle XIX. Charles Augustin Sainte-Beuve va publicar aleshores la seva imitació de "Scorn not the sonnet" de William Wordsworth on, a més dels poetes enumerats en l'original anglès -Shakespeare, Petrarca, Tasso, Camoens, Dante, Spenser, Milton-, Sainte-Beuve anuncia la seva pròpia intenció de reviure la forma i afegeix els noms de Du Bellay i Roncet finals. La forma va ser poc utilitzada, però, fins que els parnassians la van recuperar, i després d'ells els poetes simbolistes . A l'estranger al Canadà, l'adolescent Émile Nelligan és especialment conegut entre els poetes en llengua francesa que van escriure sonets en aquest estil.
Durant la darrera meitat del segle XIX, hi va haver moltes desviacions de la forma tradicional del sonet. Charles Baudelaire va ser responsable de variacions significatives en l'esquema de rima i la longitud del vers en els poemes inclosos a Les Fleurs du mal . Entre les variacions fetes per altres, "Sur une dame blonde" de Théodore de Banville es va limitar a un vers de quatre síl·labes, mentre que a À une jeune morte Jules de Rességuier (1788–1862) va compondre un sonet de línies monosíl·labs.

## Altres llengües

### Anglès
Sir Thomas Wyatt i Henry Howard, comte de Surrey, han estat descrits com "els primers petrarques anglesos" a causa dels seus pioners en la forma del sonet en anglès. A més, uns 25 poemes de Wyatt depenen de Petrarca, ja sigui com a traduccions o imitacions, mentre que, dels cinc de Surrey, tres d'ells són traduccions i dues imitacions. En un cas, ambdós poetes van traduir el mateix poema, Rime 140. A partir d'aquests exemples, com en altres llocs de la seva pràctica prosòdica, es pot observar una diferència entre el seu estil. El metre en vers de Wyatt, tot i que en general és decasíl·lab, és irregular i procedeix mitjançant unitats de frase molt accentuades. Però, a més, els sonets de Wyatt són generalment més propers en construcció als de Petrarca.
Prosòdicament, Surrey és més hàbil per compondre en pentàmetre iàmbic i els seus sonets estan escrits en el que s'ha conegut de manera anacrònica com a mesura shakespeariana. Aquesta versió de la forma del sonet, caracteritzada per tres quartets rimats alternativament que acaben en una cobla final (ABAB CDCD, EFEF, GG), es va convertir en la preferida durant l'època isabelina, quan va ser àmpliament utilitzada. Va ser especialment així en tota una sèrie de seqüències amatòries, començant per Astrohel and Stella de Sir Philip Sidney (1591) i continuant durant un període de dues dècades. Durant aquest temps es van compondre uns quatre mil sonets. No obstant això, amb un volum així, gran part del que era convencional i repetitiu va arribar a ser vist amb un ull escèptic. John Davies es va burlar d'aquests en una sèrie de nou "sonets de gavina" i William Shakespeare també en va descartar en el seu Sonet 130, "Els ulls de la meva mestressa no són res com el sol".
La seqüència de 154 sonets de Shakespeare s'allunya de la norma en adreçar-se a més d'una persona en el seu curs, tant masculina com femenina. A més, a algunes de les seves obres van incorporar altres sonets d'ell. Una altra excepció en aquest moment va ser la forma utilitzada a Amoretti d'Edmund Spenser, que té l'esquema de rima entrellaçada ABAB BCBC CDCD EE. I poc després, al segle següent, John Donne va adaptar l'emergent estil barroc a la nova temàtica de la seva sèrie de Holy Sonnets .
Els sonets de John Milton constitueixen un cas especial i demostren una altra transició estilística. Dos exemples juvenils en anglès i cinc en italià són petrarques d'esperit. Però els disset sonets de la seva maduresa aborden temes personals i polítics. S'ha observat del seu to íntim i de la manera com el sentit anul·la la volta dins del poema en alguns casos, que Milton està aquí adaptant la forma del sonet a la de l'oda horaciana. També sembla haver estat el primer a introduir una variació italiana de la forma, el sonet caudat, a l'anglès en la seva prolongació de "On the New Forcers of Conscience Under the Long Parliament".

### Alemany
Paulus Melissus va ser el primer a introduir el sonet a la poesia alemanya. Però l'home que més va fer per elevar el sonet a la consciència alemanya va ser Martin Opitz, qui en dues obres, Buch von der deutschen Poeterey (1624) i Acht Bücher Deutscher Poematum (1625), va establir el sonet com un gènere separat i les seves regles de composició. S'havia d'escriure en alexandrins iàmbics, amb rimes tancades masculines i femenines alternades a l'octava i un sestet més flexible amb tres rimes. Reforçant-los es van traduir exemples de Petrarca, Ronsard i Daniel Heinsius. Després, al segle XVIII, Johann Wolfgang von Goethe va escriure diversos sonets d'amor, utilitzant un esquema de rima derivat de la poesia italiana. Després de la seva mort, els seguidors de Goethe van crear el "sonet alemany" més lliure, que es rima ABBA BCCB CDD CDD.
Aleshores, la tradició del sonet va ser continuada per August Wilhelm von Schlegel, Paul von Heyse i altres, arribant a bon port als Sonets a Orfeu de Rainer Maria Rilke, que ha estat descrit com "un dels grans poemes moderns, per no parlar d'una addició monumental a la literatura de la seqüència de sonets". Un cicle de 55 sonets, va ser escrit en dues parts el 1922 mentre Rilke estava enmig de completar les seves Elegies de Duino. El títol complet en alemany és Die Sonette an Orpheus: Geschrieben als ein Grab-Mal für Wera Ouckama Knoop (traduït com Sonets to Orpheus: Written as a Monument for Wera Ouckama Knoop ), que commemora la recent mort d'una jove ballarina per leucèmia. El Grab-Mal (literalment "sepultura") del títol recorda la sèrie de Tombeaux escrita per Stéphane Mallarmé, traduïda (entre d'altres) per Rilke el 1919, coincidint també amb els sonets de Miquel Àngel que Rilke havia anat traduint el 1921. Els sonets de Rilke estan estructurats de manera fluida com una transposició del ball de la nena morta i abasten temes de la vida i la mort i la relació de l'art amb ells. A més de tenir esquemes de rima variats, les longituds de la línia també varien i es mesuren de manera irregular, fins i tot dins del mateix sonet de vegades.
Les respostes a temps convulsos formen una categoria diferent entre els sonets alemanys. Inclouen els 72 "Sonnets en armadura" de Friedrich Rückert ( Geharnischte Sonneten, 1814), que van provocar la resistència a la dominació napoleònica ; i sonets d'Emanuel Geibel escrits durant les revolucions alemanyes de 1848–1849 i la Primera Guerra de Schleswig. Arran de la Primera Guerra Mundial, Anton Schnack, descrit per un antòleg com "l'únic poeta en llengua alemanya l'obra del qual es pot comparar amb la de Wilfred Owen ", va publicar la seqüència de sonets, Tier rang gewaltig mit Tier ("Beast Strove Mightily with Beast", 1920). Els 60 poemes que hi ha tenen la forma típica de sonet alemany, però estan escrits en els ritmes lliures llargs desenvolupats per Ernst Stadler . Patrick Bridgwater, que va escriure el 1985, va qualificar l'obra de "sense dubte la millor col·lecció individual produïda per un poeta de guerra alemany el 1914-1918", però afegeix que "és fins avui pràcticament desconeguda fins i tot a Alemanya".